# Nattages
Nattages ist eine französische Ortschaft mit 587 Einwohnern (Stand 1. Januar 2022) im Département Ain in der Region Auvergne-Rhône-Alpes. Sie befindet sich im Bereich des Kantons Belley im gleichnamigen Arrondissement. Die bis zum 1. Januar 2016 bestehende Gemeinde und heutige Commune déléguée ging durch ein Dekret vom 24. Dezember 2015 in der Commune nouvelle Parves et Nattages auf. Die Bewohner nennen sich Nattageois.

## Geografie
Nattages wird von der Rhône im Westen und im Süden flankiert. Nachbarorte sind Virignin im Westen, Parves im Norden und Yenne im Osten und Süden.

## Bevölkerungsentwicklung
| Jahr      | 1962 | 1968 | 1975 | 1982 | 1990 | 1999 | 2008 |
| --------- | ---- | ---- | ---- | ---- | ---- | ---- | ---- |
| Einwohner | 266  | 232  | 231  | 266  | 322  | 393  | 549  |

## Sehenswürdigkeiten
- Schloss Marnix
- Schloss Bochard
- Brücke über die Rhône nach Yenne
- Kirche Saint-Pierre
- Militärfriedhof
- ehemalige Kartause Pierre-Châtel, Monument historique

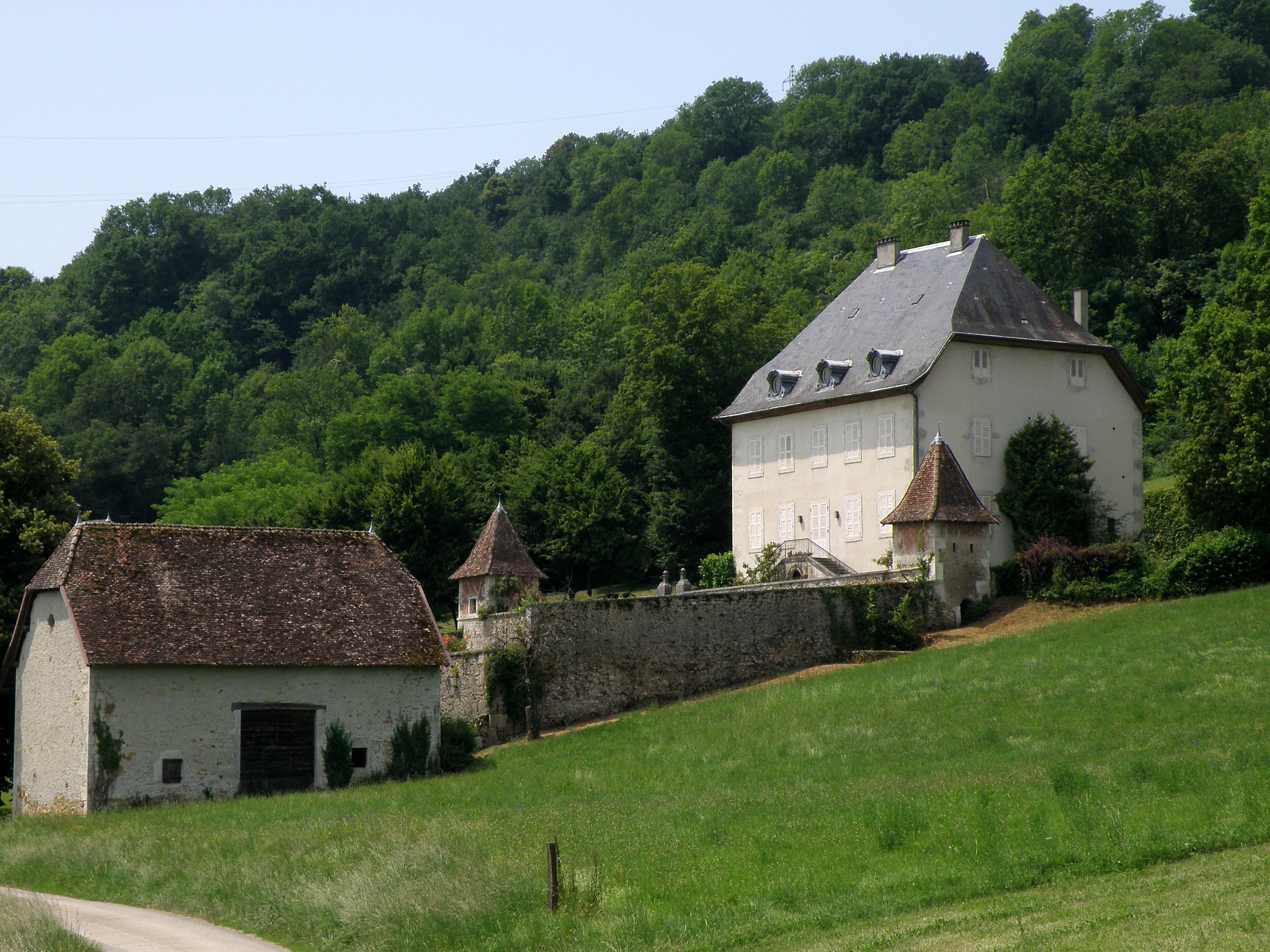
Schloss Marnix
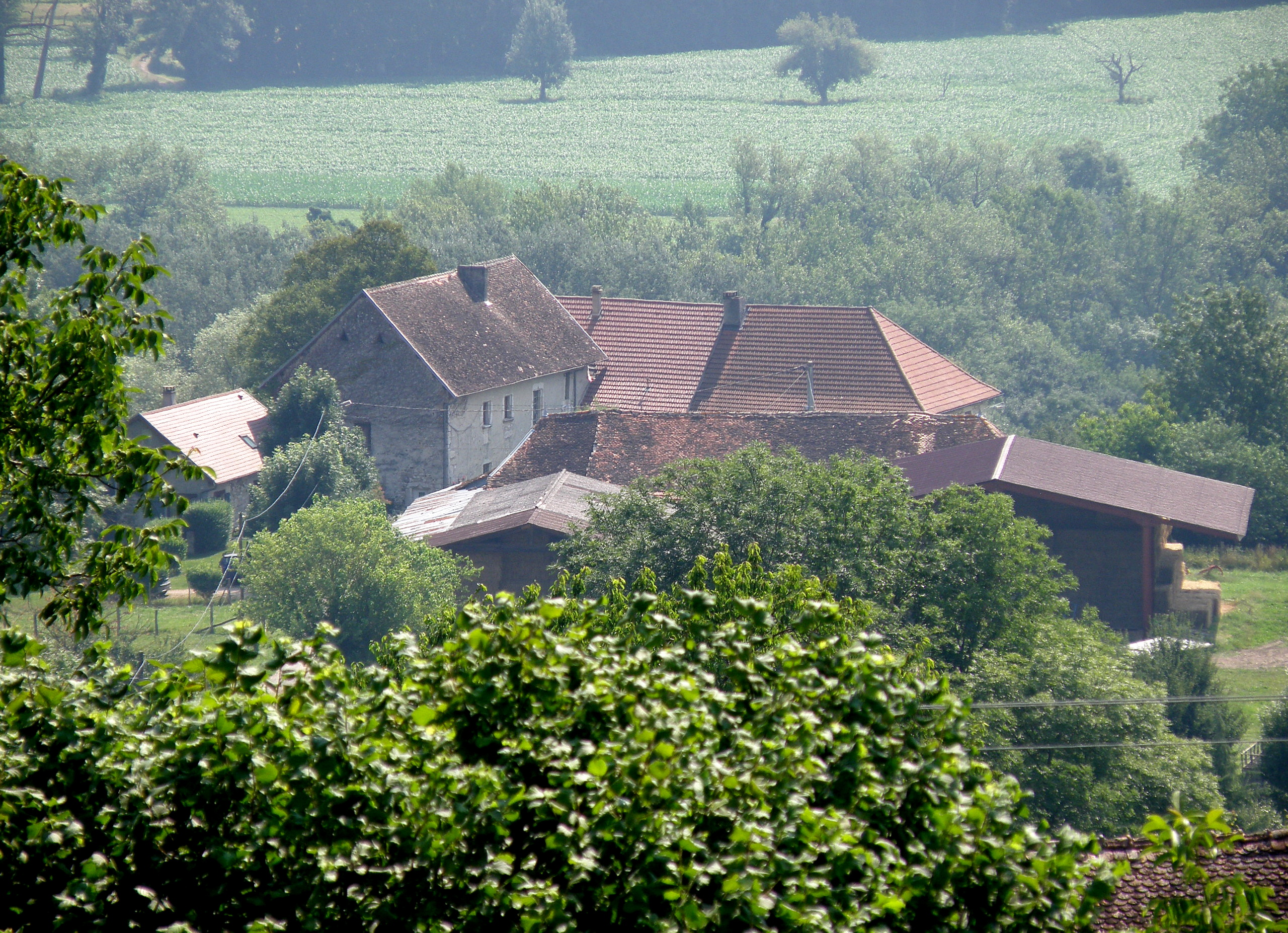
Schloss Bochard
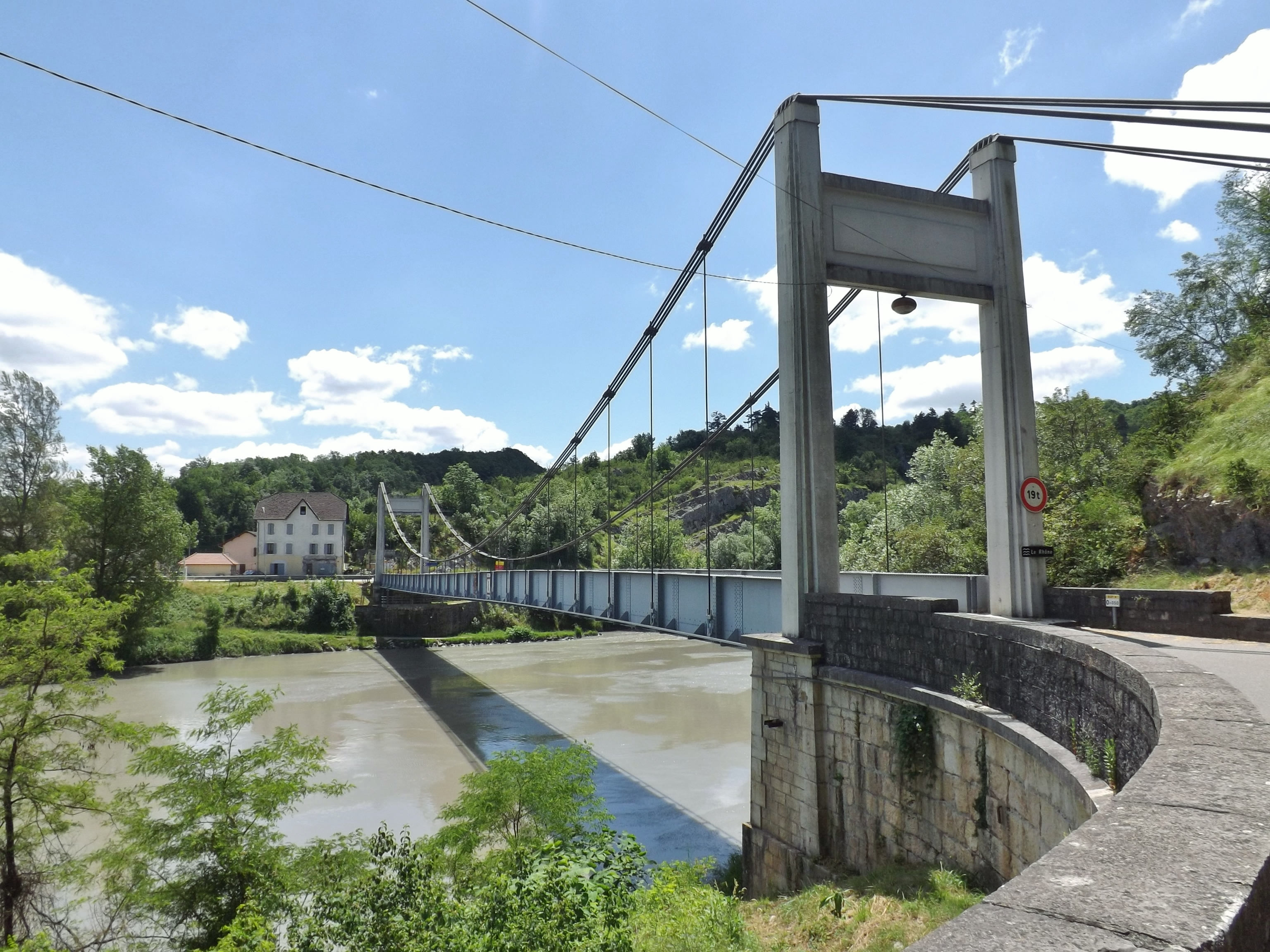
Brücke über die Rhone
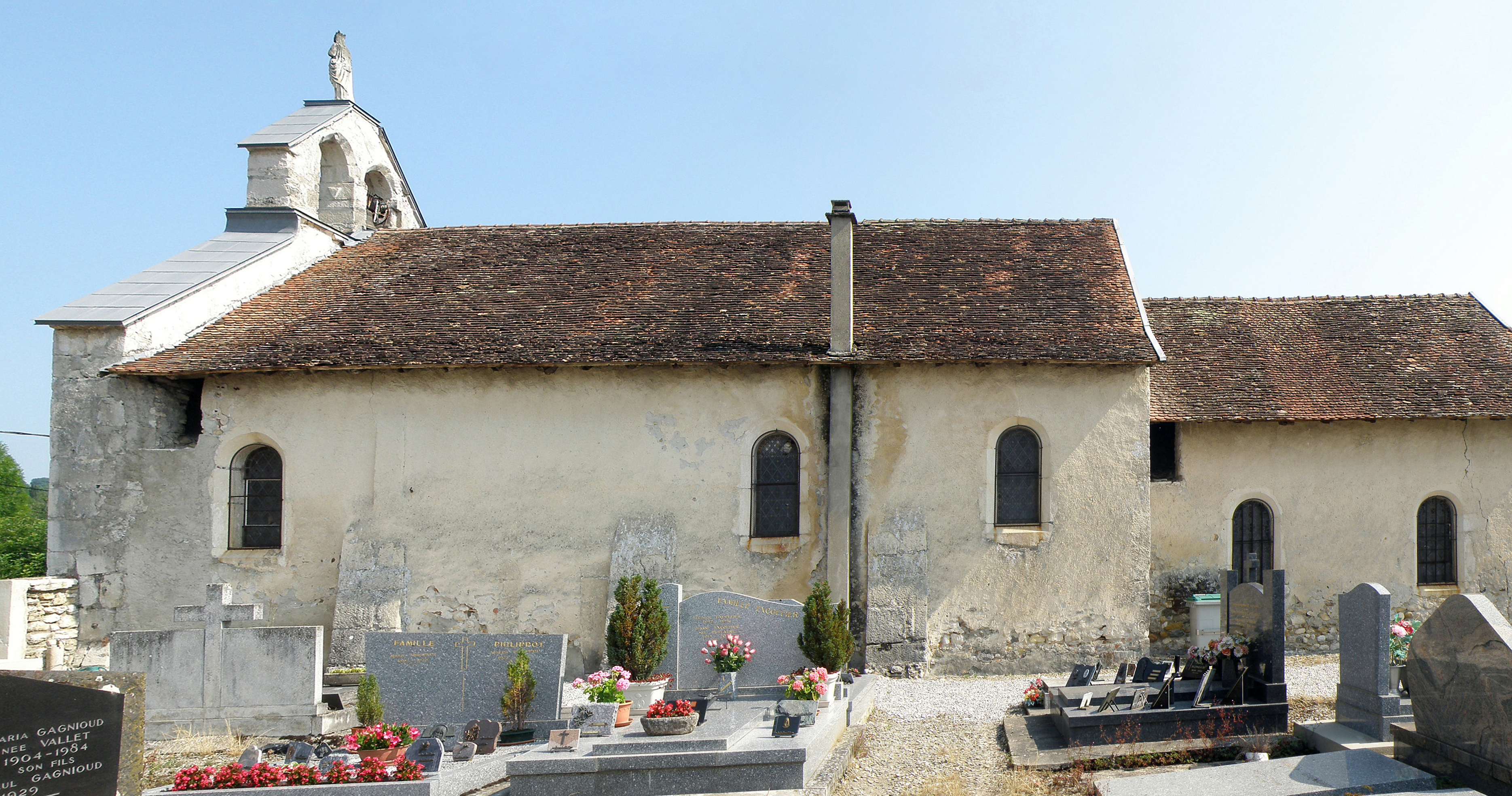
Kirche Saint-Pierre
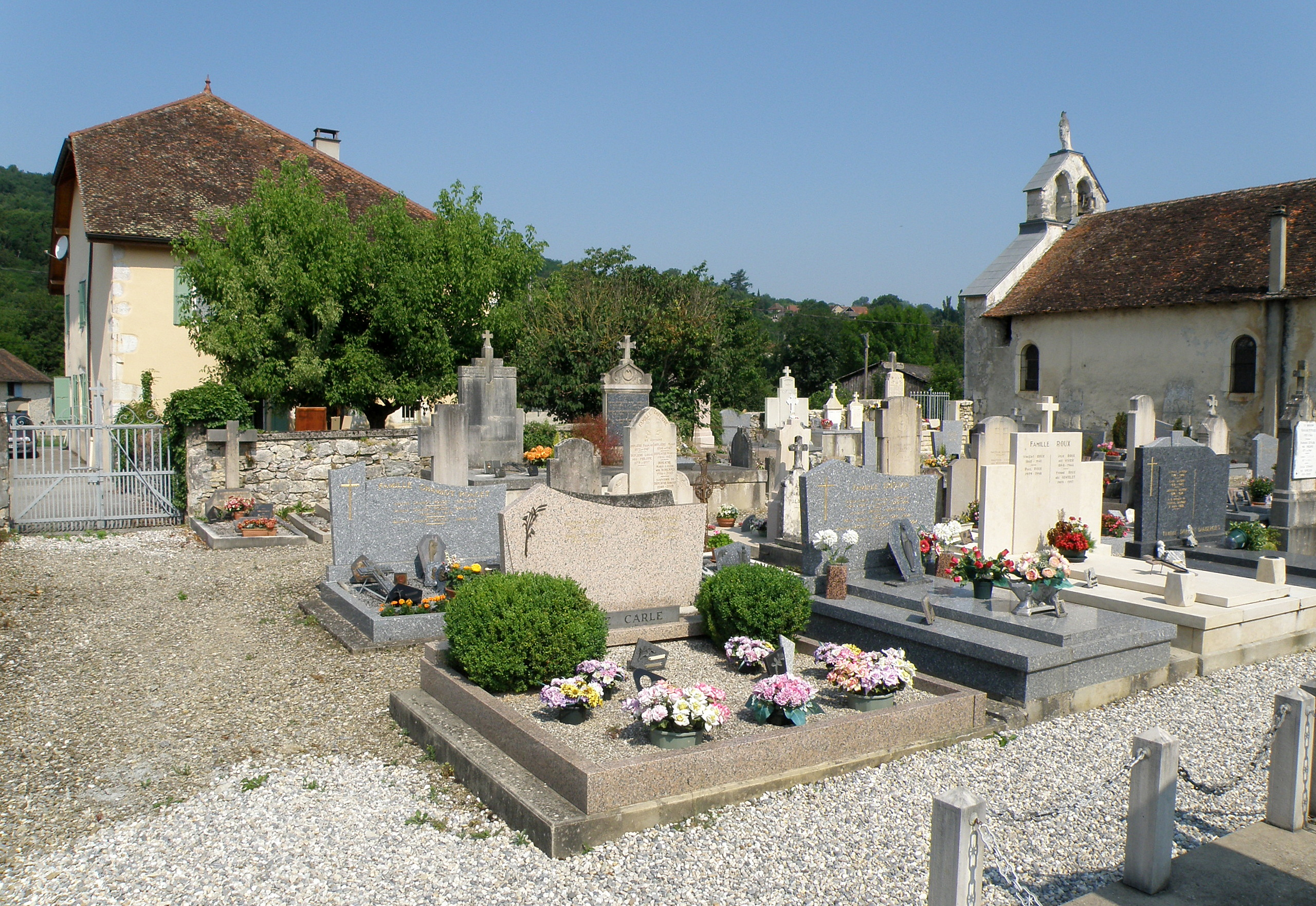
Militärfriedhof
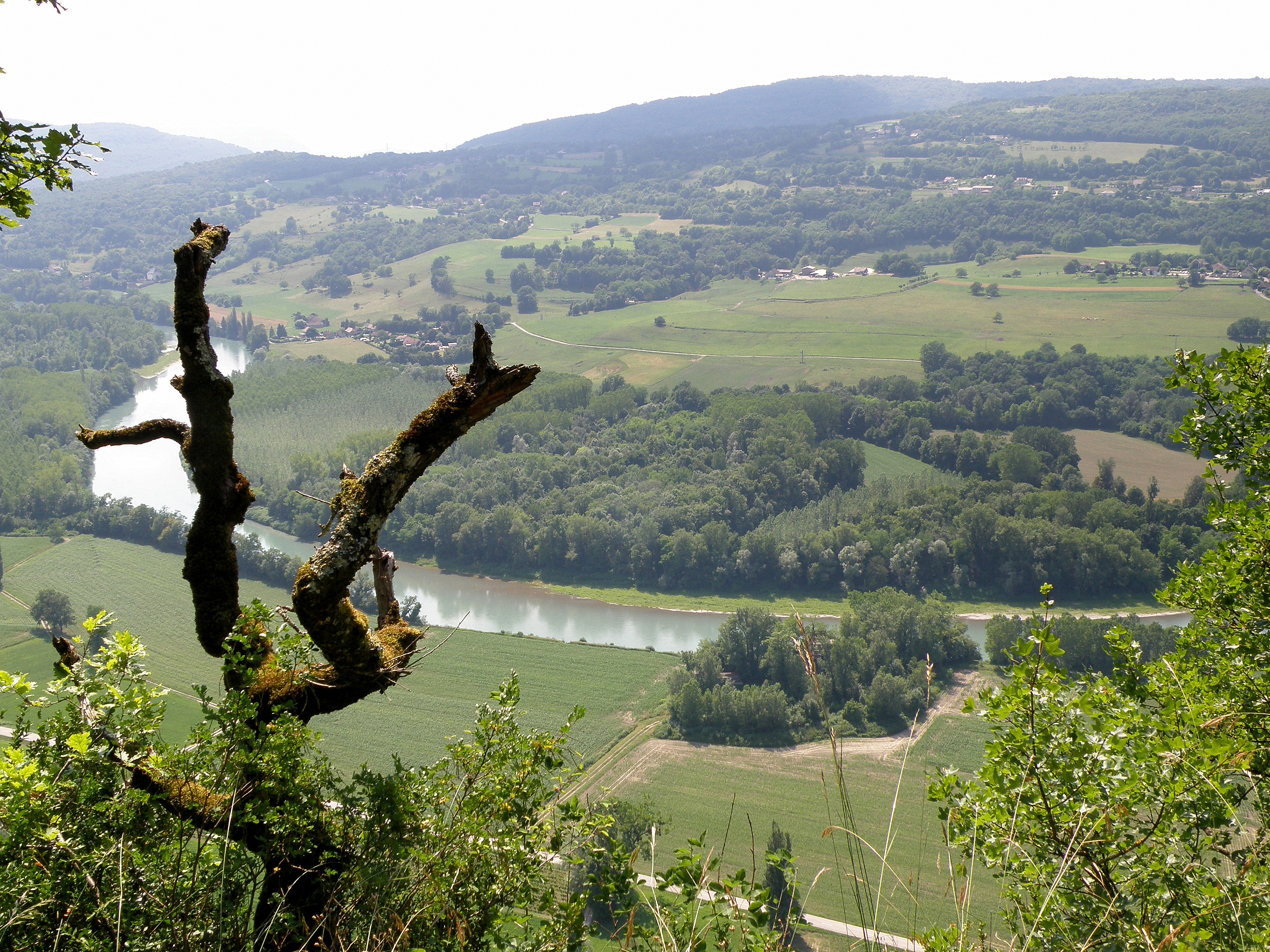
Die Rhone bei Nattages
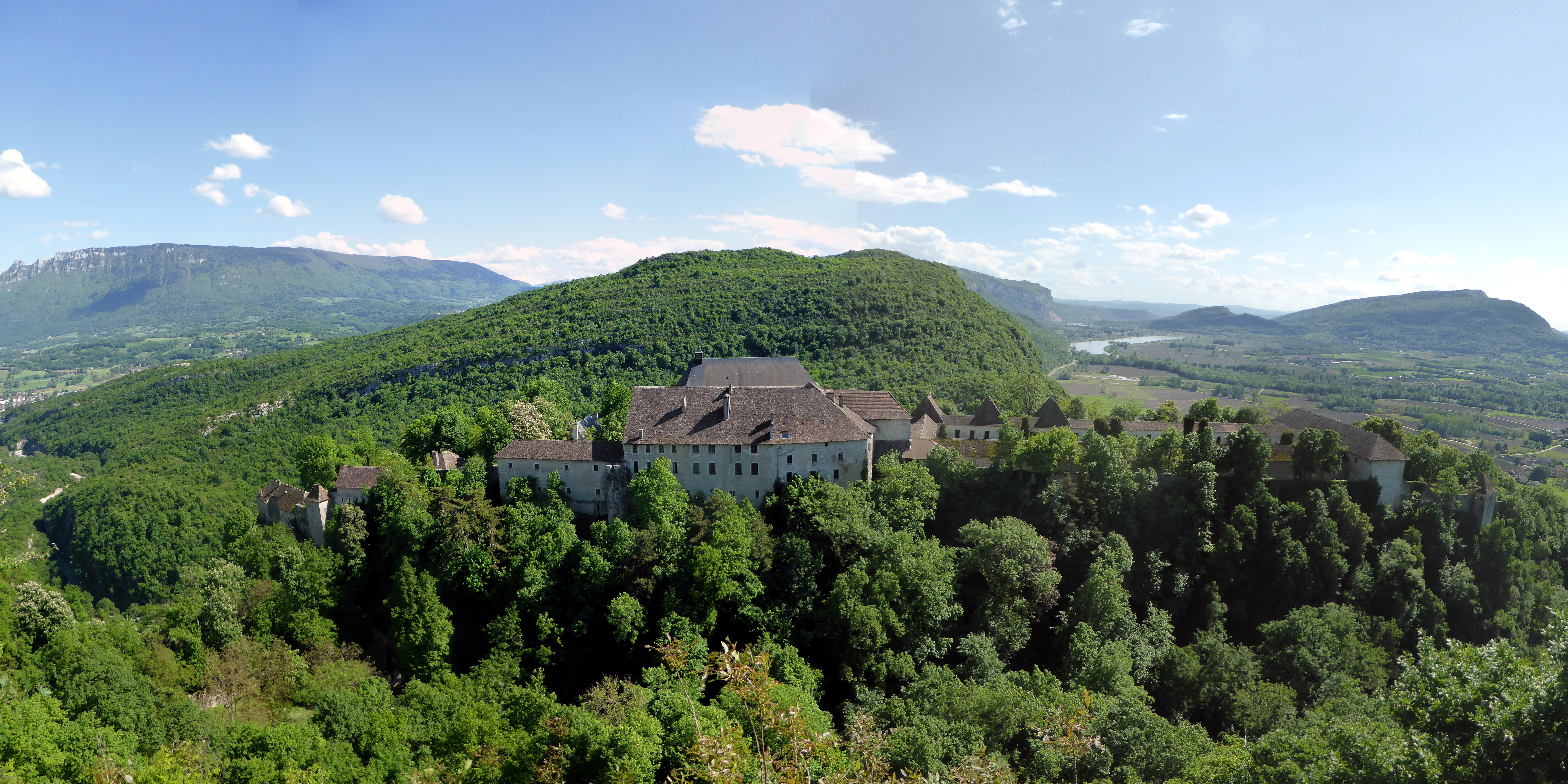
Die ehemalige Kartause Pierre-Châtel